# Dorfkirche Elsholz

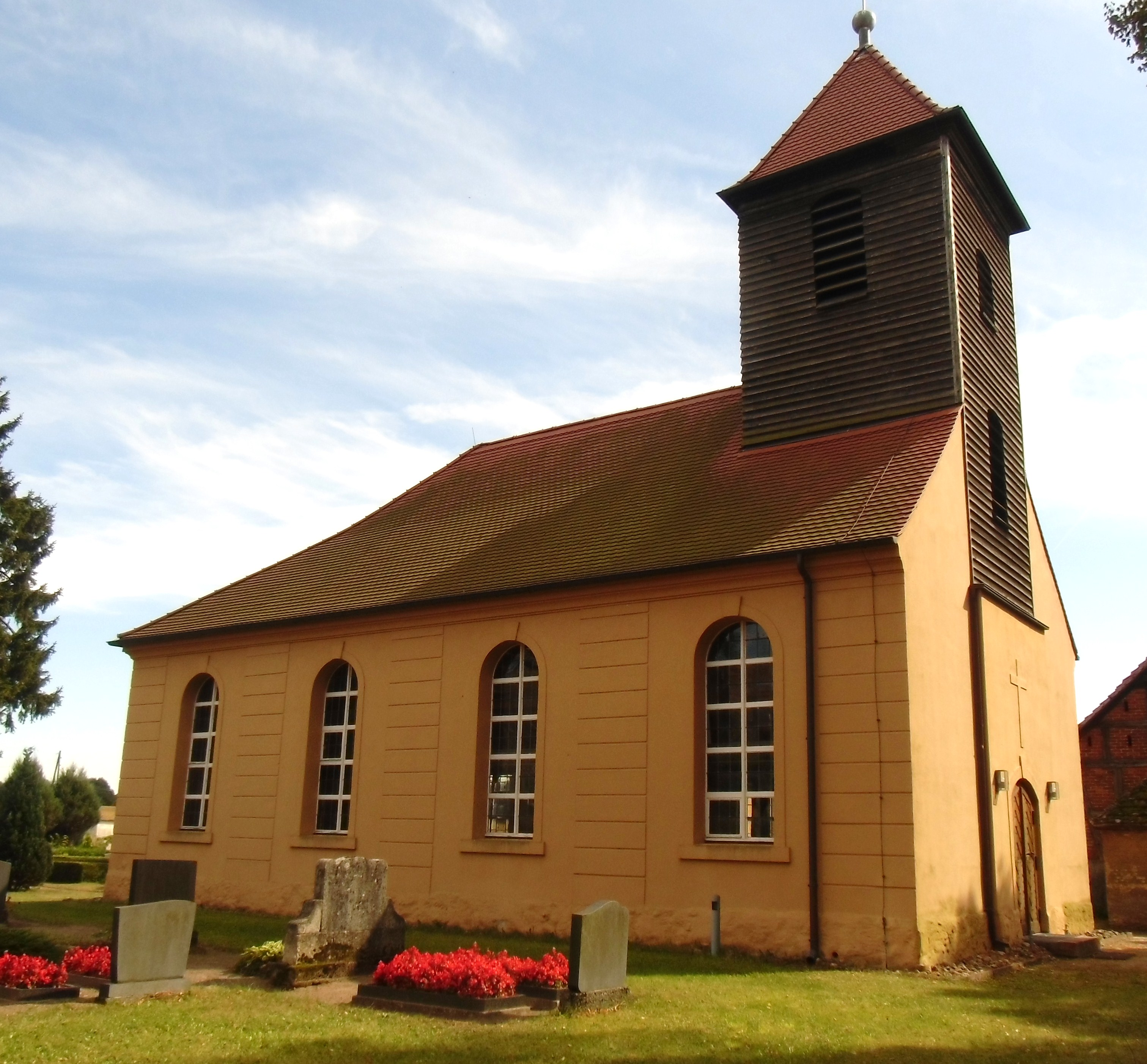
Dorfkirche Elsholz

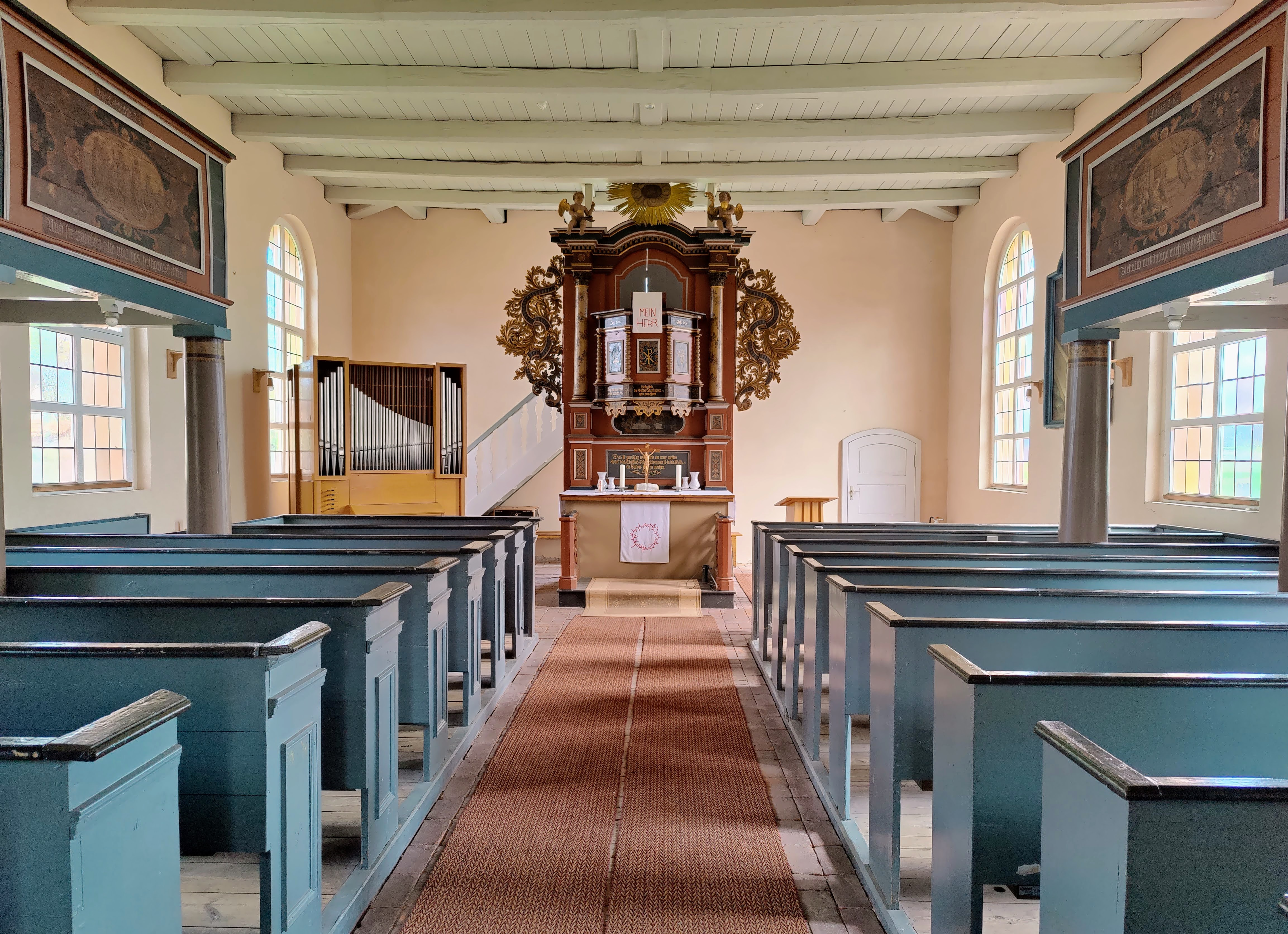
Innenraum (2023)

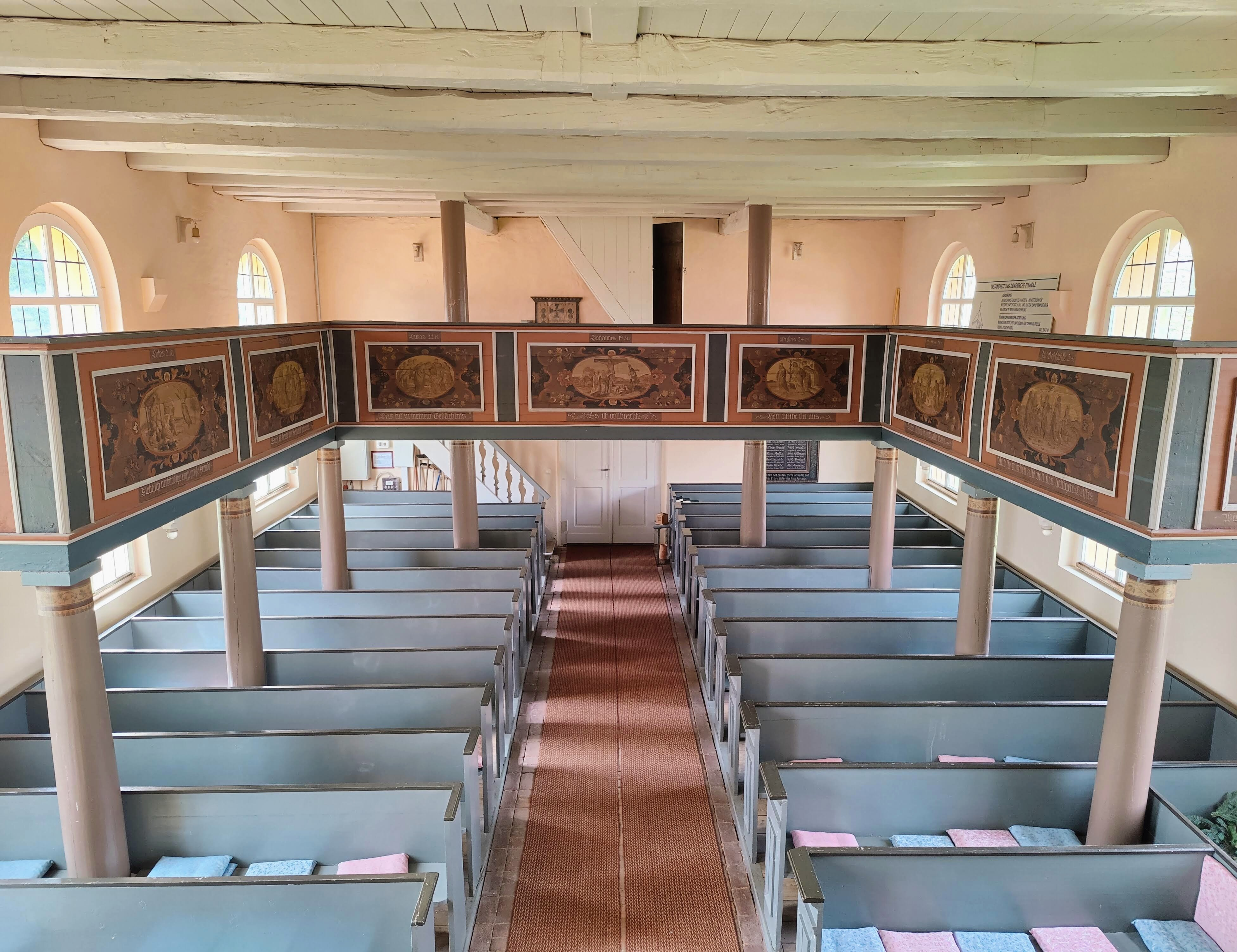
Innenraum, Blick nach Westen

Die evangelische Dorfkirche Elsholz ist ein Sakralbau in Elsholz, einem Ortsteil der Stadt Beelitz im Landkreis Potsdam-Mittelmark im Bundesland Brandenburg.

## Geschichte
Das Bauwerk entstand im Jahr 1712. Von 1796 bis 1797 baute die Kirchengemeinde einen Westturm an. Eine große Sanierung erfolgte in den Jahren 1934 und 1935 sowie 1996 und 1997.

## Architektur
Das Kirchenschiff wurde mit einem rechteckigen Grundriss errichtet und ist durchgängig verputzt. An den Längsseiten des Kirchenschiffs befinden sich vier große Rundbogenfenster, die sich mit gefugten Pilastern abwechseln. Der hölzerne Turm wurde in Fachwerkbauweise errichtet. Oberhalb des Westportals befinden sich zwei Öffnungen, an den übrigen Seiten jeweils eine Klangarkade. Oberhalb des Fachwerks schließt der Turm mit einem Zeltdach, einer Kugel und einer Wetterfahne ab.

## Ausstattung
Im Innenraum befindet sich eine Hufeisenempore aus dem 18. Jahrhundert. An deren Brüstung wurden Bilder aus dem Anfang des 20. Jahrhunderts angebracht. Der Altaraufsatz stammt vermutlich aus der Bauzeit der Kirche. Er wurde nachträglich zu einem Kanzelaltar umgebaut. Unterhalb des Korbes befindet sich ein Gemälde, das das Abendmahl Jesu zeigt. Es stammt aus dem Ende des 19. Jahrhunderts. Der Korb steht zwischen zwei Säulen die mit Akanthuswangen verziert sind, darüber sind Putten und eine Sonne angebracht.

## Orgel
Die Kleinorgel links des Kanzelaltars wurde 1976 vom VEB Frankfurter Orgelbau Sauer als Opus 2046 erbaut. Sie verfügt über sechs Register auf einem Manual und Pedal. Die Disposition lautet:
| I Manual C–f3  |    |
| Holzgedackt    | 8′ |
| Prinzipal      | 4′ |
| Rohrflöte      | 4′ |
| Waldflöte      | 2′ |
| Scharff III–IV |    |

| Pedal C–d1 |     |
| Pommer     | 16′ |

- Koppel: I/P